# Gotta Fight
Gotta Fight è un album discografico del gruppo musicale giapponese Loudness, pubblicato nel 1985 dalla Nippon Columbia.

## Il disco
L'album, uscito in contemporanea con il singolo Gotta Fight / Odin, è la colonna sonora dell'anime di fantascienza Odin: Kōshi hansen Starlight. È stato riproposto all'interno della compilation Early Singles, pubblicata nel 1989 dalla Atlantic Records.

## Tracce
Testi di Minoru Niihara, musiche di Akira Takasaki.
1. Gotta Fight – 3:45
2. Eruption – 3:14
3. Odin – 5:17
4. Flash Out – 4:07

Durata totale: 16:23

## Formazione

### Gruppo
- Minoru Niihara - voce
- Akira Takasaki - chitarra
- Masayoshi Yamashita - basso
- Munetaka Higuchi - batteria

### Altri musicisti
- Masanori Sasaji - tastiere